# ارای ایشجان
آرای ایشجان (انگلیسی: Eray İşcan؛ زادهٔ ۱۹ ژوئیهٔ ۱۹۹۱) بازیکن فوتبال اهل ترکیه است.
از باشگاه‌هایی که در آن بازی کرده‌است می‌توان به باشگاه فوتبال گالاتاسرای و باشگاه ورزشی گالاتاسارای اشاره کرد.
وی همچنین در تیم‌های ملی فوتبال جوانان ترکیه و Turkey national under-19 football team بازی کرده‌است.